# ملحمة كورية
ملحمة الكورية (بالكورية: 화유기) هو مسلسل تلفزيوني كوري جنوبي من بطولة لي سونغ-غي، تشا سيونغ-وون، أوه يون-سيو، لي هونغ-غي وجانغ غوانغ. كتبه الأخوات هونغ، والدراما مقتبس من الرواية الكلاسيكية الصينية رحلة إلى الغرب. بثت على قناة تي في إن من 23 ديسمبر 2017 كل يومين  في الساعة 21:00 (بتوقيت كوريا) وانتهت في 4 مارس، 2018.

## الملخص
في عام 2017، يتصارع سون أو غونغ وما وانغ مع بعضهما البعض أثناء بحثهما عن ضوء حقيقي في عالم مظلم يزدهر فيه الشر. بعد أن أبرم سون أو غونغ عقدا مع سيون مي منذ 25 عاما، لتؤهلها لطلب المساعدة من أو غونغ كلما دعته في المقابل السماح له بالحرية، يلتقيان مرة أخرى في مواجهة مصيرية. من هناك يلتزم أوه غونغ بدوره الوقائي تجاه سون مي، الفتاة الصغيرة التي التقى بها منذ سنوات.

## الأدوار

### الرئيسية
- لي سيونغ غي بدور سون أو غونغ (الحكيم العظيم)

أحد الخالدون الأقوياء للغاية الذين تم نفيهم إلى العالم البشري مع صلاحياته مختومة، وذلك بسبب طبيعته المؤذية والفخرية. جين سيون مي هي حب حياته.
- تشا سيونغ وون بدور وو هي تشول / وو ما وانغ (الملك ثور الشيطان)

الرئيس التنفيذي لشركة لوسيفر الترفيه. رجل أعمال لطيف و الكاريزمية، وقال انه هو موضع حسد الآخرين بسبب شعبيته. لديه تاريخ سيء مع سون أوه-غونغ في الماضي، ويسعى الآن للحصول على فرصة ليكون الإله من خلال «جمع» نقاط من أجل تغيير مصير المرأة التي يحب.
- أوه يون-سيو بدور جين سيون-مي / سام-جانغ
- كال سو-ون الصغيرة جين سيون-مي

الرئيس التنفيذي للعقارات الذي يعيد بيع المنازل مع سوء الحظ السيئ. إنها غنية وجميلة ولها تماسك لا ينضب. عندما كانت طفلة، تم نبذها من أقرانها. تقابل ما-وانغ، وتطلق سراح سون أو غونغ من سجنه، ثم تلتقي به مرة أخرى عن طريق القدر. سون أوه جونغ هو حب حياتها.
- لي هونغ غي بدور P.K/جيو بال-غي

نجم مشهور تحت وكالة وو هوي تشول. لديه القدرة على إغواء النساء وامتصاص قوة الحياة للخروج منها. وهو خنزير شيطان.
- جانغ جوانغ بدور يون داي سيك / سا أوه جيونغ

الرئيس التنفيذي لشركة مسون، وهي شركة تصنيع الهواتف النقالة.

### دعم
- لي سي-يونغ في دور جونغ سي-را / جين بو-جا / أه سا-نيو

مجموعة من المتدربين ضمن وكالة وو هوي تشول. هي في الواقع امرأة تعيش في جسم امرأة ميتة التي تتعفن بمرور الوقت.
- لي إيل بدور ما جي يونغ

سكرتيرة وو هوي تشول واحد أتباعه.
- سونغ جونغ هو بدور كانغ داي سونغ

سياسي مرشح للانتخابات الرئاسية، لديه شعبية عند الناخبات لمظهره الجيد وطبعه اللطيف.
- كيم سونغ-أوه بدور لي هان جو

موظف عقاري يعمل تحت جين سيون-مي.
- سونغ هيوك بدور جنرال دونغ / الجنية ها

روحان في الجسم الجنرال دونغ هو مستشار سون أوه غونغ الذي يملك متجر الآيس كريم في اليوم بينما جنية ها هي سيدة دافئة واجتماعية التي تمتلك متجر كوكتيل في الليل، وتستمع إلى الشياطين كذلك سام-جانغ.
- سيونغ جي رو بدور سوو بو ري

الإله المسن الذي يعرف تلميحات من خطط السماوات ويساعد وو ما وانغ في جدولة النقاط اللازمة لتراكم له لتحقيق هدفه من كونه ألوهية.
- يون بو را بدور أليس / أوك-ريونغ (حصان التنين الأبيض)

نجمة كبيرة في وكالة وو هوي تشول. وقد عاشت «عن غير قصد» كحصان التنين، الابن الثاني لواحد من أربعة ملوك التنين.
- جونغ جاي وون بدور هونغ هاي آه (هونغ هاي إير)

شاب غامض وهو حفيد البائعة العجوز.
- إم يي جين بدور المتداول (غوانيين)

جميع الأغاني من تأليف Artists. 
| # | عنوان | المدة |
| - | ----- | ----- |

- This drama airs on a cable channel/pay TV which normally has a relatively smaller audience compared to free-to-air TV/public broadcasters (KBS، SBS، مؤسسة منهوا للإذاعة and نظام البث التربوي).

## روابط خارجية
- ملحمة كورية على موقع IMDb (الإنجليزية)
- ملحمة كورية على موقع نتفليكس (الإنجليزية)
- ملحمة كورية على موقع فيلمافينيتي (الإسبانية)
- ملحمة كورية على موقع ليتربوكسد (الإنجليزية)
- ملحمة كورية على موقع كينوبويسك (الروسية)
- ملحمة كورية على موقع قاعدة بيانات الفيلم (الإنجليزية)